# Дружба (Рыбинский район)
Дру́жба — деревня в Покровской сельской администрации Покровского сельского поселения Рыбинского района Ярославской области.

## География
Деревня находится в центре открытой равнины в междуречье Коровки и Черёмухи. Она расположена примерно в 1,5 км на юг от Окружной дороги города Рыбинска и 2 км на восток от автомобильной дороги Р104 на участке Рыбинск-Углич. На северо-восток от деревни Южное кладбище города Рыбинска. Непосредственно с востока примыкает деревня Демихово. Примерно в 500 м на запад — деревня Орловка,.

## История
В 1965 г. Указом Президиума ВС РСФСР деревня Жеребятиха переименована в Дружба.

## Население
| 2007 | 2010 |
| ---- | ---- |
| 0    | →0   |